# Si menor
Si menor (també Si m en la notació europea i Bm en la notació americana) és la tonalitat que té l'escala menor natural a partir de la nota si. Està constituïda per les notes si, do, re, mi, fa, sol, i la. La seva armadura conté dos sostinguts. En el cas de les escales menors melòdica i harmònica les alteracions addicionals s'afegeixen al costat de les notes i no a l'armadura. El seu relatiu major és la tonalitat de re major, i la tonalitat homònima és si major.

## Obres famoses en si menor
- Missa en si menor, Suite per a orquestra núm. 2 - J.S. Bach
- Simfonia "Inacabada" - Franz Schubert
- Concert per a violí núm. 2 'La campanella' - Niccolò Paganini
- Concert núm. 2 para contrabaix i orquestra - Giovanni Bottesini
- Sonata per a piano en si menor - Franz Liszt
- Scherzo op. 20 en si menor - Chopin
- Simfonia núm 2 - Alexander Borodin
- Concert per a violoncel - Antonín Dvořák
- Simfonia Patètica - Txaikovski
- Concert per a violí - Edward Elgar
- Adagio del Concert d'Aranjuez - Joaquín Rodrigo
- A la cova del rei de la muntanya - Edvard Grieg
- Quintet per a clarinet en si menor Op. 115 - Johannes Brahms
- Concert per a violí en si menor Op. 35- Oskar Rieding

## Cançons pop en aquesta tonalitat
- "Hitchin' a Ride" - Green Day
- "Hurt" - Nine Inch Nails
- "Hotel California" - Eagles
- "Maneater" - Nelly Furtado
- No Hay Igual-Nelly Furtado & Calle 13
- Yo te Diré-Miranda!
- "If You Had My Love" - Jennifer Lopez
- "Vestido Azul" - La Oreja De Van Gogh
- "Be Yourself" - Audioslave
- "I Could Have Lied" - Red Hot Chili Peppers